# Cuarta guerra sagrada
La cuarta guerra sagrada es un conflicto que tuvo lugar en 339 a. C.-338 a. C. entre Filipo II de Macedonia y la ciudad de Atenas.

## Antecedentes
Después de la Paz de Filócrates, las relaciones entre Filipo y Atenas se habían ido deteriorando, por la manipulación constante que el rey macedonio hacía de la Anfictionía en favor de sus intereses. Así, mientras Filipo concertaba un tratado de amistad con Persia (343 a. C.), para asegurar la frontera oriental, y aumentaba su fuerza en la Anfictionía, controlando los delegados de Tesalia y otros miembros asociados, Atenas aumentaba sus gastos militares para mantener la flota, todavía poderosa de 300 trirremes, y lograba una koiné eirene con 9 estados: Acarnania, Acaya, Ambracia, Córcira, Corinto, Eubea, Léucade y Megara (340 a. C.).

## El estallido
Los locrios ozolios de la localidad de Anfisa, próxima a Delfos, acusaron a los atenienses ante la Anfictionía délfica, porque durante la tercera guerra sagrada habían colgado dos escudos dorados en el templo de Apolo, que aún no había vuelto a ser consagrado. Dichos escudos contenían una inscripción que decía:

Los atenienses, como botín de los medos y los tebanos, cuando luchaban juntos contra los griegos.

Atenas replicó con una contraacusación: «La gente de Anfisa estaba cultivando el suelo sagrado de Cirra, lo que estaba prohibido».

## La guerra
Filipo había sitiado, sin éxito las ciudades de Perinto y Bizancio en 340 a. C., sin que Atenas reaccionase, pero cuando en el mismo año, la flota comercial de 230 naves cargadas con grano, fue capturada en el Bósforo, la Asamblea ateniense declaró la guerra.

En 339 a. C., el Consejo de la Anfictionía invitó a Filipo a llevar la dirección de la Guerra Sagrada, como hegemón. La flota ateniense logró romper el sitio de Bizancio, pero las tropas de Filipo atacaron por tierra en un ataque relámpago, atravesando Fócide, y apoderándose de la ciudad de Elatea, que cortaba la comunicación entre Beocia y la ruta del norte.
Demóstenes envió una embajada a Tebas, ofreciendo una alianza a la Liga Beocia, que fue aceptada, organizando una línea defensiva frente a Elatea para impedir el avance macedonio. Durante el invierno de 339 a. C. hubo mucha actividad diplomática por ambos bandos y pocos hechos bélicos. Los macedonios consiguieron atraer a locrios, focenses y etolios, mientras que los peloponesios se mantuvieron neutrales.
En 338 a. C., Filipo atacó, ocupando Anfisa y Naupacto, ofreciendo la paz, que por dos veces fue rechazada. Finalmente, tuvo lugar la decisiva batalla de Queronea, que resultó una gran victoria para Macedonia.